# McAfee VirusScan
McAfee VirusScan es un software antivirus, creado y mantenido por la empresa Intel Security, conocida anteriormente por Network Assoiates. El VirusScan Plus fue creado para uso doméstico; el VirusScan Enterprise para uso en pequeñas y medias empresas. En complemento de estos, existen otros productos McAfee como McAfee Internet Security, que ofrece seguridad mayor para computadoras con acceso a Internet, y el McAfee Total Protection (All-in-one) que ofrece una protección completa para el computador. Tanto McAfee Internet Security como McAfee Total Protection poseen como componente el VirusScan, además, Internet Security posee McAfee SiteAdvisor....